# 格氏擬白魚
格氏擬白魚（学名：Alburnoides gmelini）為輻鰭魚綱鯉形目雅羅魚科擬白魚屬的其中一種，分布於歐洲裏海西岸的河流，從蘇拉克向南到俄羅斯傑爾賓特的淡水流域，體長可達8.3公分，棲息在河川底中層水域，生活習性不明。

## 扩展阅读
維基物種上的相關：格氏擬白魚